# Millesttjärnen, Hälsingland
Millesttjärnen är en sjö i Härjedalens kommun i Hälsingland och ingår i Ljusnans huvudavrinningsområde.